# السامري
السَّامِرِيّ شخصية إسرائيلية. وهو الذي ذكر في القرآن الكريم في سورة طه، وهو الذي أغوى بني إسرائيل بعد أن ذهب موسى لميقات ربه فأخرج السامري عجلا جسدا له خوار، فأضل كثيرا من بني إسرائيل، ودعا عليه موسى ﴿قَالَ فَاذْهَبْ فَإِنَّ لَكَ فِي الْحَيَاةِ أَنْ تَقُولَ لَا مِسَاسَ وَإِنَّ لَكَ مَوْعِدًا لَنْ تُخْلَفَهُ وَانْظُرْ إِلَى إِلَهِكَ الَّذِي ظَلْتَ عَلَيْهِ عَاكِفًا لَنُحَرِّقَنَّهُ ثُمَّ لَنَنْسِفَنَّهُ فِي الْيَمِّ نَسْفًا ۝٩٧﴾ (سورة طه، الآية 97).

## قصته في القرآن مع موسى وقومه
﴿يَا بَنِي إِسْرَائِيلَ قَدْ أَنْجَيْنَاكُمْ مِنْ عَدُوِّكُمْ وَوَاعَدْنَاكُمْ جَانِبَ الطُّورِ الْأَيْمَنَ وَنَزَّلْنَا عَلَيْكُمُ الْمَنَّ وَالسَّلْوَى ۝٨٠﴾﴿وَمَا أَعْجَلَكَ عَنْ قَوْمِكَ يَا مُوسَى ۝٨٣ قَالَ هُمْ أُولَاءِ عَلَى أَثَرِي وَعَجِلْتُ إِلَيْكَ رَبِّ لِتَرْضَى ۝٨٤ قَالَ فَإِنَّا قَدْ فَتَنَّا قَوْمَكَ مِنْ بَعْدِكَ وَأَضَلَّهُمُ السَّامِرِيُّ ۝٨٥ فَرَجَعَ مُوسَى إِلَى قَوْمِهِ غَضْبَانَ أَسِفًا قَالَ يَا قَوْمِ أَلَمْ يَعِدْكُمْ رَبُّكُمْ وَعْدًا حَسَنًا أَفَطَالَ عَلَيْكُمُ الْعَهْدُ أَمْ أَرَدْتُمْ أَنْ يَحِلَّ عَلَيْكُمْ غَضَبٌ مِنْ رَبِّكُمْ فَأَخْلَفْتُمْ مَوْعِدِي ۝٨٦ قَالُوا مَا أَخْلَفْنَا مَوْعِدَكَ بِمَلْكِنَا وَلَكِنَّا حُمِّلْنَا أَوْزَارًا مِنْ زِينَةِ الْقَوْمِ فَقَذَفْنَاهَا فَكَذَلِكَ أَلْقَى السَّامِرِيُّ ۝٨٧ فَأَخْرَجَ لَهُمْ عِجْلًا جَسَدًا لَهُ خُوَارٌ فَقَالُوا هَذَا إِلَهُكُمْ وَإِلَهُ مُوسَى فَنَسِيَ ۝٨٨ أَفَلَا يَرَوْنَ أَلَّا يَرْجِعُ إِلَيْهِمْ قَوْلًا وَلَا يَمْلِكُ لَهُمْ ضَرًّا وَلَا نَفْعًا ۝٨٩﴾﴿وَلَقَدْ قَالَ لَهُمْ هَارُونُ مِنْ قَبْلُ يَا قَوْمِ إِنَّمَا فُتِنْتُمْ بِهِ وَإِنَّ رَبَّكُمُ الرَّحْمَنُ فَاتَّبِعُونِي وَأَطِيعُوا أَمْرِي ۝٩٠ قَالُوا لَنْ نَبْرَحَ عَلَيْهِ عَاكِفِينَ حَتَّى يَرْجِعَ إِلَيْنَا مُوسَى ۝٩١ قَالَ يَا هَارُونُ مَا مَنَعَكَ إِذْ رَأَيْتَهُمْ ضَلُّوا ۝٩٢ أَلَّا تَتَّبِعَنِ أَفَعَصَيْتَ أَمْرِي ۝٩٣ قَالَ يَا ابْنَ أُمَّ لَا تَأْخُذْ بِلِحْيَتِي وَلَا بِرَأْسِي إِنِّي خَشِيتُ أَنْ تَقُولَ فَرَّقْتَ بَيْنَ بَنِي إِسْرَائِيلَ وَلَمْ تَرْقُبْ قَوْلِي ۝٩٤ قَالَ فَمَا خَطْبُكَ يَا سَامِرِيُّ ۝٩٥ قَالَ بَصُرْتُ بِمَا لَمْ يَبْصُرُوا بِهِ فَقَبَضْتُ قَبْضَةً مِنْ أَثَرِ الرَّسُولِ فَنَبَذْتُهَا وَكَذَلِكَ سَوَّلَتْ لِي نَفْسِي ۝٩٦ قَالَ فَاذْهَبْ فَإِنَّ لَكَ فِي الْحَيَاةِ أَنْ تَقُولَ لَا مِسَاسَ وَإِنَّ لَكَ مَوْعِدًا لَنْ تُخْلَفَهُ وَانْظُرْ إِلَى إِلَهِكَ الَّذِي ظَلْتَ عَلَيْهِ عَاكِفًا لَنُحَرِّقَنَّهُ ثُمَّ لَنَنْسِفَنَّهُ فِي الْيَمِّ نَسْفًا ۝٩٧﴾ (سورة طه، الآيات 80 و83-97).
في زمن موسى مع قومه من بني إسرائيل وبعد أن نجاهم الله من فرعون وقومه المغرقين، شرعوا في عبور سيناء قاصدين فلسطين، وفي طريقهم رأوا قوما عاكفين على عبادة عجل من دون الله، فقالوا لنبيهم موسى: اجعل لنا الهً مثله!، قال: إنكم قوم تجهلون، للتو أنجاكم الله عز وجل من فرعون والآن تطالبون بإله غيره!. فأنذرهم ونبههم من مغبة عبادة غير الله جل وعلا. فانطلق حتى جاء يوم الميعاد الذي وعد الله فيه موسى بأن يكلمه، وأن يعلمه، وموسى كليم الله، وقبل أن يترك بني إسرائيل في تلك الأرض ليكلم ربه عز وجل أمَّر عليهم النبي هارون أخاه ووعظهم وأوصاه، ثم ذهب ليكلم الله جل وعلا، ثلاثين يوما والتي صارت أربعين يوما. وهارون باق مع قومه من بني إسرائيل وفيهم رجل سامري، كان فيه خبث ونفاق وتظاهر بالإيمان ولكن قلبه لم يكن مؤمنا بالله جل وعلا، لما رأى الملائكة عندما أغرق فرعون، رأى فرس الملائكة فأخذ من أثره على الأرض واحتفظ به، ولما خرجوا من مصر كانوا قد استعاروا ذهبا من فرعون وقومه [أوزار القوم]، فجائهم السامري فقال:أين الذهب، كي أخلصكم منه، وقد حرمت عليهم الغنائم، فصهره فصار على شكل عجل ثم رمى عليه التراب من أثر الملاك، وقيل أن العجل بدأ يصدر خوارا، فقال: أتعلمون ما هذا؟ فأجابوه: لا، قال: ﴿فَأَخْرَجَ لَهُمْ عِجْلًا جَسَدًا لَهُ خُوَارٌ فَقَالُوا هَذَا إِلَهُكُمْ وَإِلَهُ مُوسَى فَنَسِيَ ۝٨٨﴾ (سورة طه، الآية 88) قال: ذهب موسى ليكلم ربه، فنسي أن الإله موجود هنا!، فقال لهم هارون: اتقو الله، ماذا تفعلون، وأخذوا يطوفون حول هذا العجل، عابدين إياه من دون الله جل وعلا، قال: إن ربكم الرحمن! فاتبعوني وأطيعوا أمري، فهددوه، وكادوا أن يقتلوه، قالوا: اذهب، فإنا لن نبرح عليه عاكفين حتى يرجع إلينا موسى، فانتظر هارون رجوع موسى، فقال الله عز وجل لموسى: ﴿قَالَ فَإِنَّا قَدْ فَتَنَّا قَوْمَكَ مِنْ بَعْدِكَ وَأَضَلَّهُمُ السَّامِرِيُّ ۝٨٥﴾ (سورة طه، الآية 85) فغضب موسى لله وجعل يسرع، وكان بيده ألواح، كان فيها هدى ورحمة، لقوم يؤمنون، فرمى الألواح غضبا لله جل وعلا، فرجع إلى قومه غضبان أسفا، قال: ﴿فَرَجَعَ مُوسَى إِلَى قَوْمِهِ غَضْبَانَ أَسِفًا قَالَ يَا قَوْمِ أَلَمْ يَعِدْكُمْ رَبُّكُمْ وَعْدًا حَسَنًا أَفَطَالَ عَلَيْكُمُ الْعَهْدُ أَمْ أَرَدْتُمْ أَنْ يَحِلَّ عَلَيْكُمْ غَضَبٌ مِنْ رَبِّكُمْ فَأَخْلَفْتُمْ مَوْعِدِي ۝٨٦﴾ (سورة طه، الآية 86) قالوا: لم نخلف موعدك بملكنا فأوتينا أوزارا من القوم فأخذها السامري فجعل لنا العجل، وكذلك ألقى، فذهب موسى وهو غضبان إلى أخيه هارون فقال: يا هارون! ألم أُأَمرك عليهم، ألم أقل لك أن تهديهم، قال: يا ابن أم لا تأخذ بلحيتي ولا برأسي، إنهم هددوني، وكادوا أن يقتلوني، وإني خشيت أن تقول قد فرقت بين بني إسرائيل ولم ترقب قولي، فلا تشمت بي الأعداء، ثم تركه موسى، وذهب إلى السامري، فقال: ﴿قَالَ فَمَا خَطْبُكَ يَا سَامِرِيُّ ۝٩٥ قَالَ بَصُرْتُ بِمَا لَمْ يَبْصُرُوا بِهِ فَقَبَضْتُ قَبْضَةً مِنْ أَثَرِ الرَّسُولِ فَنَبَذْتُهَا وَكَذَلِكَ سَوَّلَتْ لِي نَفْسِي ۝٩٦﴾ (سورة طه، الآيتين 95-96)، فاعترف، فحكم عليه: إن لك في الحياة أن لا تمس أحدا ولا يمسك أحد، وإن جزاءك عند ربك، وانظر إلى الهك الذي عبدت الناس إياه، فصهره موسى، ثم نفره في البحر،
فكان عقوبة الآلاف من بني إسرائيل الموت، حكم الله عليهم أن يتوبوا إليه ويقتل بعضهم بعضا، ثم أخرجوا السيوف وقتلوا بعضهم بعضا، فأخذ يبحث عن الألواح التي رماها، فردها اليه، ففيها هدى للناس.

## اشارات الئ السامري
السامري هو رجل من بني اسرائيل ولقبه السامري لانه من ذرية شمرون بن يساكر وهذا لانه تسمية السامري الأصلية بالعبرية هي "الشامري" بحرف شين ويمكن روية مثال مشهور على تحول حرف شين إلى سين في سفر الملوك الأول 16: 24 بالعبرية ينطق السامرة بحرف شين وليس حرف سين لانه اساسا اسم المشتري هو شامر ولكن أصبحت اغلبية لغات في العالم تستبدل حرف شين في اسم السامرة إلى حرف السين بسبب قواعد لغاتهم في نقل اسماء اجنبية كا الانجليزية وعربية "وَاشْتَرَى جَبَلَ السَّامِرَةِ مِنْ شَامِرَ بِوَزْنَتَيْنِ مِنَ الْفِضَّةِ، وَبَنَى عَلَى الْجَبَلِ. وَدَعَا اسْمَ الْمَدِينَةِ الَّتِي بَنَاهَا بِاسْمِ شَامِرَ صَاحِبِ الْجَبَلِ «السَّامِرَةَ. وفي اللغة العربية توجد قاعدة بان كثيرا ما يتم استبادل حرف شين في اسم العبري بحرف السين اذا ترجم الى عربية ولهذا اسم السامري هو لقب على شخص لانه من ذرية شمرون واسم السامري بحرف سين هو فقط نتيجة نقله إلى لغة اخرىوكما كمثال اخر كلمة السامريون باللغة العبرية "שומרונים" , تنطق بحرف الشين وليسه السين ولكن تجده في لغات تنطقه بحرف السين

وقال ابن عاشوراء:
ومن مصادر اليهودية التي تشير إلى اصول السامريين إلى شمرون هي قصة الحاخام مع رجل سامري التقى الحاخام مائير بسامري وسأله: من أين أنت؟ فأجاب: من يوسف، فقال: ليس الأمر كذلك، فقال: ""فمن من؟ فقال له: من يساكر، فقال: ومن أين عرفت هذا؟، لأنه مكتوب: وأولاد يساكر: تولع، وبوبة، ويوب، وشمرون"".